# Aldo Sala
Aldo Sala (Verona, 19 luglio 1945) è un politico italiano.

## Biografia
Esponente della Democrazia Cristiana, è consigliere comunale a Verona dagli anni '80. 
Viene poi eletto sindaco di Verona, restando in carica dal luglio 1990 all'aprile 1993, torna poi a ricoprire il ruolo di consigliere comunale fino al termine dello stesso anno.